# Burgsdorff-Lärche
Die Burgsdorff-Lärche im Tegeler Forst (Ortsteil Tegel) des Berliner Bezirks Reinickendorf galt bis zu einer Neuvermessung im Jahr 2021 als der höchste Baum Berlins. Im Juni 2025 fiel der Baum einem Sturm zum Opfer.

## Geschichte
Die Europäische Lärche (Larix decidua) wurde 1795 vom Botaniker, Forstwissenschaftler und königlich-preußischen Oberforstmeister der Kurmark Brandenburg sowie geheimen Forstrat Friedrich August Ludwig von Burgsdorff (1747–1802) am Mühlenweg im südlichen Teil des Tegeler Forstes etwa 250 Meter westlich der heutigen Konradshöher Straße gepflanzt. Dieser war bereits 1777 als Förster im Tegeler Forst tätig und hat das Waldgebiet in der Umgebung der Lärche vorwiegend mit Buchen und Eichen geschaffen.
Seit den 1930er Jahren wuchs der Baum nicht mehr in die Höhe und wurde auf eine Höhe von rund 43 Metern geschätzt. Er wurde allerdings immer dicker, und 2012 betrug der Stammumfang 2,90 Meter. Die Lärche gehörte damit zu den dicksten Exemplaren in Deutschland.
Im Jahr 2012 wurde anlässlich des 60. Jahres des Baums zu Ehren der Europäischen Lärche versucht, den Baum von einem Baumkletterer neu zu vermessen. Der Kletterer gelangte allerdings nicht hoch genug, so dass die Höhe nur geschätzt werden konnte. Im Jahr 2021 wurde durch Airborne Laserscanning herausgefunden, dass die genaue Höhe der Lärche nur 41,05 m beträgt und sich weitaus höhere Bäume im Tegeler Forst befinden. Der neue höchste Baum Berlins ist mit 43,15 Metern seit 2021 eine Buche. Sie steht nur 180 m weiter und ist durch ein Schild zu finden. Von dem Schild der Burgsdorff-Lärche wurde die Bezeichnung „Berlins höchster Baum“ entfernt.
Der Heiligenseer Weg, der grüne Hauptweg Nummer 3 der 20 grünen Hauptwege der Stadt Berlin, führt an dem verwaisten Standort der gestürzten Lärche und auch dem neuen höchsten Baum vorbei.